# ماهی لوتی قهوه‌ای
ماهی لوتی قهوه‌ای (نام علمی: Sebastes auriculatus) نام یک گونه از تیره عقرب‌ماهیان است.